# Maison Éric Kayser
La Maison Éric Kayser (ou plus généralement Maison Kayser) est une chaîne de boulangeries française crée par le boulanger Éric Kayser le 13 septembre 1996 au 8 rue Monge (5e arrondissement de Paris)

## Création et expansion
Éric Kayser fonda la Maison Keyser en 1996 avec la création de sa première boulangerie au 8 rue Monge (Paris). En 2001, la Maison Keyser décide de s’implanter à l'international en commençant par le Japon. Depuis, de nombreuses boulangeries Kayser se sont implémentées dans le monde, que ce soit en Afrique avec des boulangeries au Nigéria ou en Tunisie, qu'en Amérique (Chili, Mexique, Colombie) ou en Asie avec 41 boutiques au Japon mais aussi des boulangeries en Chine ou en Arabie saoudite (entre autres). 
Une boulangerie était ouverte à Manhattan (New York, États-Unis) mais la filiale l'opérant (Maison Kayser USA) fit faillite lors de la pandémie du COVID-19,.